# Homer Dodge Martin
Homer Dodge Martin (Albany, 1836 – Saint Paul, 1897) è stato un pittore statunitense.
Turista in Europa, fu molto influenzato dalla scuola di Barbizon. Raggiunse un discreto successo come paesaggista.